# Juliobona, musée gallo-romain de Lillebonne
Juliobona, musée gallo-romain de Lillebonne est un musée archéologique français, situé dans la commune de Lillebonne. Il présente les collections du patrimoine local gallo-romain, découvertes durant les fouilles pratiquées depuis le XIXe siècle. Juliobona est le nom antique de Lillebonne.

## Description
Près de 300 pièces de collection sont présentées. Les thèmes abordés au fil de la visite permettent ainsi de retracer la vie à cette époque : théâtre, commerce, thermes, nécropoles et cultes.

## Expositions
- 2022-2023 : 200 ans d'archéologie à Lillebonne[réf. souhaitée].
- 2023 : Qui es-tu Apollon ? De Juliobona à la culture pop[1].